# Tomaso Staiti di Cuddia delle Chiuse
Tomaso Staiti di Cuddia delle Chiuse (Vercelli, 2 dicembre 1932 – Milano, 1º  marzo 2017) è stato un politico e giornalista italiano, soprannominato Il barone nero.

## Biografia
Originario di una famiglia nobile di Trapani, si laureò in scienze geologiche all'Università di Pavia. S'iscrisse al Movimento Sociale Italiano nel 1949, e fu segretario provinciale del partito a Pavia (1960-1966) e a Milano (1978-1981).
Di posizioni antiamericane e anticapitaliste, nel 1970 divenne consigliere comunale di Milano. 

### Deputato del MSI
Vicino alle posizioni di Pino Romualdi, nel 1979 divenne deputato alla Camera, eletto per il MSI-DN nel collegio di Milano. Fece parte della direzione nazionale del MSI e diresse la rivista ContrOpinione. Rieletto deputato nel 1983 e nel 1987, è stato critico prima con Giorgio Almirante, al quale si trova a contendere la segreteria del partito al congresso nazionale del 1984, e poi con il neo-segretario Gianfranco Fini, sostenendo la candidatura di Pino Rauti come segretario. Nel 1988 pubblicò il suo primo libro Bande e banche, con la Società Editrice Barbarossa. Quando Rauti fu eletto nel gennaio 1990 segretario fece parte, dal 1990 a 1991, della segreteria nazionale del partito.
Con il ritorno di Fini al vertice del partito il 6 luglio 1991, uscì dal MSI e rimase all'interno del gruppo parlamentare fino al 10 luglio 1991, per poi aderire al Gruppo misto, fino all'aprile 1992.

### La fondazione del MS-FT e poi del FSN
Fondò poi la Lega Nazionalpopolare. Nel 1995 fu tra i fondatori del Movimento Sociale Fiamma Tricolore, alle elezioni comunali a Milano del 1997 è candidato sindaco, ottenendo lo 0,72% dei voti. A fine dello stesso anno uscì dal partito con altri per fondare il Fronte Sociale Nazionale, allora chiamato Fronte Nazionale, dove resterà fino al 2000.
Nel 2004 si candida alle elezioni suppletive nel collegio elettorale di Milano 3 sostenuto dalla lista "Nazionalpopolari". Ottiene 160 voti, pari allo 0,43%, non risultando eletto.
Nel 2006 pubblicò per le edizioni Mursia Confessione di un fazioso; nello stesso periodo è anche direttore del periodico Intervento.
Nel 2008 si candidò alle elezioni politiche con La Destra nelle tre circoscrizioni della Lombardia, ma a novembre 2009, dopo l'alleanza scaturita fra La Destra e il Popolo della Libertà, abbandonò il partito di Francesco Storace.
Nel febbraio 2011 partecipò all'Assemblea Costituente di Futuro e Libertà per l'Italia, tenutasi a Rho (Milano), e il 21 febbraio 2011 annunciò la sua adesione al partito di Gianfranco Fini, per poi però uscirne l'anno successivo.
Nel 2014 dichiarò di votare per il Movimento 5 Stelle di Beppe Grillo.

### Vita privata e morte
Ritiratosi dalla vita pubblica, viveva a Lesa (NO). Morì a Milano il 1º marzo 2017 all'età di 84 anni a causa di un infarto.

## Controversie
Famosa è rimasta la sua forte inimicizia verso Giovanni Goria, al quale il 20 luglio 1989 tirò due ceffoni nel Transatlantico di Montecitorio, chiamandolo "bancarottiere, peculatore, falsario, massone, verme" circa lo scandalo della Cassa di Risparmio di Asti, nel quale Goria era coinvolto. A tal riguardo Staiti scrisse nel 1991 Davide e Goria. La resistibile ascesa di un impiegato di provincia.

## Opere
- Bande e banche, Società editrice Barbarossa, 1988
- Davide e Goria. La resistibile ascesa di un impiegato di provincia, Società editrice Barbarossa, 1991
- Confessione di un fazioso, Mursia, 2006